# Austrochaperina kosarek
Austrochaperina kosarek é uma espécie de sapo da família Microhylidae.
É endémica da Nova Guiné Ocidental  na Indonésia.
Os seus habitats naturais são: regiões subtropicais ou tropicais húmidas de alta altitude.